# Aleksandr Nikolayevich Bolonin
Aleksandr Nikolayevich Bolonin (tiếng Nga: Александр Николаевич Болонин; sinh ngày 4 tháng 3 năm 1991) là một cầu thủ bóng đá người Nga thi đấu cho F.K. Volgar Astrakhan.